# Neuenkamp (Remscheid)
Neuenkamp ist ein Stadtteil der kreisfreien Stadt Remscheid im Stadtbezirk Remscheid-Süd. Der Stadtteil liegt südlich von Hohenhagen an der Neuenkamper Straße. Mit 55 ha ist Neuenkamp einer der flächenmäßig kleinsten Stadtteile Remscheids. Allerdings beträgt die Bevölkerungszahl 2.286 (Stand 2005). 1893 wurde Neuenkamp nach Remscheid eingemeindet.
Auf der B 229 fährt man auf dem Weg zur Innenstadt von Lennep kommend kurz hinter der Einmündung Saarbrücker Straße auf die Neuenkamper Brücke, die nach 678 m (lt. Straßenweb.de) und Überquerung der Haddenbacher Straße in die Bismarck-Straße übergeht. Die Brücke ist für Fußgänger gesperrt. Im nahen Umfeld bestehen Bushaltestellen an der Ulmenstraße, dem Pirnaplatz und der Fichtenstraße.
Auf dem Gebiet des heutigen Stadtteil Neuenkamps befanden sich die heute überbauten Wohnplätze Neuenkamp, Birgderkamp und Loborn. An den Birgderkamp erinnert lediglich der Name jenes Brückenteils, der als „Birgderkamper Brücke“ von der Bismarck-Straße unterhalb des Zentralpunkt im Bogen auf die B 229 führt.

## Stadtwerke
Die Stadtwerke Remscheid GmbH haben im Neuenkamp auf dem Gelände einer ehemaligen Ziegelei ihren Hauptsitz. Die große Wagenhalle wird manchmal für Konzerte der Bergischen Symphoniker genutzt. Am 26. Oktober 2007 fand dort die Radio RSG Hitparty (15 Jahre Radio RSG) mit unter anderem einem Auftritt von Mark Medlock statt.

## Sport
An der Neuenkamper Straße befindet sich ein Sportplatz, auf dem der BV 10 Remscheid spielt. Direkt daneben liegt die Neuenkamper Sporthalle.

## Schulen
- Walther-Hartmann Grundschule
- Berufskolleg Technik Remscheid

## Sonstiges
Die Neuenkamper Straße ist als „Tankstraße“ Remscheids bekannt, da sich hier auf einem kleinen Stück mehrere Tankstellen befinden. Außerdem gibt es hier noch das größte Möbelhaus Remscheids (Knappstein) sowie diverse Autohäuser.
Der Kleingartenverein Neuenkamp „Hölken am Hagen“ an der Fichtenhöhe gibt vielen Bürgern die Möglichkeit, gemütlich im Grünen mit Kreativität und in Ruhe ihre Freizeit zu verbringen.